# Władysław Żmuda
Władysław Antoni Żmuda (født 6. juni 1954 i Lublin) er en polsk tidligere fodboldspiller (forsvarer). Senere har han været træner for flere af de polske ungdomslandshold.

## Karriere

### Klubber
Żmudas karriere strakte sig over 17 år og fandt først og fremmest sted i hjemlandet. Her spillede han blandt andet hos Śląsk Wrocław og Widzew Łódź. Med begge klubber var han med til at vinde det polske mesterskab. I slutningen af sin karriere spillede han desuden i Italien og USA.

### Landshold
Żmuda spillede over en periode på fjorten år 91 kampe og scorede to mål for det polske landshold. Hans debutkamp faldt 21. oktober 1973 i en venskabskamp på udebane mod Irland, mens hans sidste landskamp var et VM-opgør 16. juni 1986 mod Brasilien.
Żmuda deltog med Polen ved hele fire VM-slutrunder. Han var blandt andet med til at vinde bronze ved både VM i 1974 i Vesttyskland og VM i 1982 i Spanien. 
Han var desuden ved OL i 1976 i Montreal, hvor fodboldturneringen var  ramt af flere afbud. Således bestod Polens indledende pulje kun af tre hold, og Polen vandt puljen med en sejr og en uafgjort. Ved dette OL gik de to bedste hold fra hver pulje videre til kvartfinalerne, og her vandt Polen med 5-0 over Nordkorea. Med sejr på 2-0 i semifinalen over Brasilien var holdet klar til finalen mod DDR, som vandt 3-1, så dermed blev det til OL-sølv til Polen og Żmuda, mens Sovjetunionen vandt bronze med sejr over Brasilien.

### Trænerposter
I en periode fra 2008 og frem har Żmuda været træner for flere af de polske ungdomslandshold. Han begyndte som træner for U/16-holdet, fortsatte senere til U/17, U/18, U/19 og U/20.